# Giải bóng đá ngoại hạng quốc gia Mông Cổ
Giải bóng đá ngoại hạng quốc gia Mông Cổ (tiếng Anh: Mongolian National Premier League, Mông Cổ: Монголын Үндэсний Премьер Лиг), còn có tên là Giải bóng đá ngoại hạng quốc gia Khurkhree vì lý do tài trợ, là giải bóng đá vô địch quốc gia chuyên nghiệp cao nhất của Mông Cổ, được điều hành bởi Liên đoàn bóng đá Mông Cổ.

## Câu lạc bộ Khurkhree League mùa giải 2016
- Bayangol (Ulaanbaatar)
- Deren (Deren)
- Erchim (Ulaanbaatar)
- Ulaanbaatar (Ulaanbaatar)
- Khangarid (Erdenet)
- Ulaanbaatar City (Ulaanbaatar)
- Khoromkhon (Ulaanbaatar)
- Selenge Press (Ulaanbaatar)
- Ulaanbaataryn Mazaalaynuud (Ulaanbaatar)
- Ulaanbaataryn Unaganuud (Ulaanbaatar)

## Danh sách đội vô địch
- 1955: Soyol
- 1956–63: Không biết
- 1964: Khudulmur
- 1965: Không có giải đấu
- 1966: Khudulmur
- 1967: Tengeriin Bugnuud (Bat Ulzii)
- 1968: Darkhan
- 1969: Tengeriin Bugnuud (Bat Ulzii)
- 1970: Aldar (Câu lạc bộ thể thao quân đội)
- 1971: Tengeriin Bugnuud (Bat Ulzii)
- 1972: Khudulmur
- 1973: Tengeriin Bugnuud (Bat Ulzii)
- 1974: Aldar (Câu lạc bộ thể thao quân đội)
- 1975: Tengeriin Bugnuud (Bat Ulzii)
- 1976: Aldar (Câu lạc bộ thể thao quân đội)
- 1977: Không thi đấu ?
- 1978: Zamchin (Railwaymen)
- 1979: Tengeriin Bugnuud (Bat Ulzii)
- 1980: Aldar (Câu lạc bộ thể thao quân đội)
- 1981: Tengeriin Bugnuud (Bat Ulzii)
- 1982: Tengeriin Bugnuud (Bat Ulzii)
- 1983: Hilchin
- 1984: Tengeriin Bugnuud (Bat Ulzii)
- 1985: Khuch (Câu lạc bộ thể thao cảnh sát)
- 1986: Không biết
- 1987: Sükhbaatar (Ulaanbataar)
- 1988: Sükhbaatar (Ulaanbataar)
- 1989: Khudulmur
- 1990: Khuch (Câu lạc bộ thể thao cảnh sát)
- 1991–93: Không biết
- 1994: Khuch (Câu lạc bộ thể thao cảnh sát)
- 1995: Idsskh (Mongolian All-University Team)
- 1996: Erchim (Ulaanbaatar)
- 1997: Delger
- 1998: Erchim (Ulaanbaatar)
- 1999: ITI Bank-Bars
- 2000: Erchim  (Ulaanbaatar)
- 2001: Khangarid (Erdenet)
- 2002: Erchim (Ulaanbaatar)
- 2003: Khangarid (Erdenet)
- 2004: Khangarid (Erdenet)
- 2005: Khoromkhon (Ulaanbaatar)
- 2006: Khasiin Khulguud (Ulaanbaatar) (chưa chính thức)
- 2007: Erchim (Ulaanbaatar)
- 2008: Erchim (Ulaanbaatar)
- 2009: Ulaanbaataryn Unaganuud
- 2010: Khangarid (Erdenet)
- 2011: Ulaanbaatar
- 2012: Erchim
- 2013: Erchim (Ulaanbaatar)
- 2014: Khoromkhon (Ulaanbaatar)
- 2015: Erchim (Ulaanbaatar)
- 2016: Erchim (Ulaanbaatar)
- 2017: Erchim (Ulaanbaatar)
- 2018: Erchim (Ulaanbaatar)

Nguồn:

## Thành tích
| Câu lạc bộ              | Vô địch |
| ----------------------- | ------- |
| Erchim                  | 12      |
| Tengeriin Bugnuud FC    | 9       |
| Aldar                   | 4       |
| Khangarid               | 4       |
| Khudulmur               | 4       |
| Khuch                   | 3       |
| Khoromkhon              | 2       |
| Sükhbaatar              | 2       |
| Ajilchin                | 1       |
| Darkhan                 | 1       |
| Delger                  | 1       |
| Ulaanbaatar             | 1       |
| Idsskh                  | 1       |
| ITI Bank-Bars           | 1       |
| Khasiin Khulguud        | 1       |
| Ulaanbaataryn Unaganuud | 1       |
| Zamchin                 | 1       |
| Soyol                   | 1       |